# Melissa Lucio
Melissa Elizabeth Lucio, née le 18 juillet 1968, est une Americano-Mexicaine, première femme hispanique au Texas à être condamnée à mort. Elle est reconnue coupable du meurtre en 2007 de sa fille de deux ans, Mariah Alvarez. Son cas attire l’attention après qu’un documentaire de 2020, The State of Texas vs. Melissa (L'État du Texas contre Melissa), a couvert son cas.
Son procès, présentant des failles de procédures, est controversé. Des personnalités, groupes de soutiens et politiques réclament l'annulation de son exécution originellement prévue le 27 avril 2022 qui sera finalement temporairement annulée deux jours avant.

## Passé de Melissa Lucio
Melissa Lucio a été victime d’agressions sexuelles répétées et de violence familiale tout au long de sa vie. Elle a été agressée sexuellement par un membre de sa famille à partir de l’âge de six ans. Elle se marie à seize ans pour échapper à ces abus, cependant son mari abuse d'elle à son tour, ce qui finit par la faire tomber dans la toxicomanie. Son mari l'abandonne, la laissant seule avec cinq enfants. Mme Lucio a eu quatorze enfants. Au moment des faits, elle vivait avec neuf de ses enfants et son compagnon Robert Alvarez. Celui-ci était également violent, l’a violée à plusieurs reprises et a menacé de la tuer. Il a été condamné à quatre années de prison pour violence domestique. 

## Affaire

### Mort de l'enfant
Le 17 février 2007, des ambulanciers sont appelés par Melissa Lucio à son domicile à Harlingen dans le Texas, car sa plus jeune fille, Mariah Alvarez, âgée de deux ans, est inconsciente et ne respire plus. La police arrive sur place et Mélissa Lucio leur rapporte qu'elle a découvert sa fille morte après l'avoir couchée au lit. Le rapport de l'enquête indique que celle-ci présente des ecchymoses éparpillées, des marques de morsure sur le dos, des touffes de cheveux arrachées et un bras cassé. Après la diffusion du rapport, Melissa Lucio expliquera que les bleus ont pu être dus à des fessées qu'elle avait données à sa fille. Deux jours avant, la fillette était tombée dans les escaliers, mais ce fait, confirmé par deux des enfants de Lucio, ne sera pas porté au dossier du procès. Melissa Lucio déclarera qu'elle n'a pas pensé que la blessure était grave et ne pas y avoir prêté attention.
Mariah est déclarée morte après son arrivée dans un hôpital local. Une autopsie indique également une blessure à la tête et des ecchymoses aux reins, aux poumons et à la moelle épinière. Une expertise ultérieure permet d'estimer que la fracture au bras a été causée deux à sept semaines avant le décès.

### Interrogatoire
Le jour même de la mort de Mariah, cinq policiers armés chargés de l'enquête, dont le Texas Ranger Victor Escalon, interrogent Lucio pendant sept heures sans la présence de son avocat. Au cours de l’interrogatoire, les officiers la réprimandent et l'intimident alors qu'elle est enceinte de jumeaux et sous le choc de la perte de son enfant, pendant sept heures, sans avoir pu boire ni manger. Ils lui montrent comment frapper une poupée afin qu'elle imite la façon dont elle aurait frappé l'enfant.
L'un des policiers lui dit : « C'est votre chance de rétablir la vérité. Parce que là, vous risquez la peine de mort. Parce que là, ça ressemble à un meurtre de sang-froid. Êtes-vous une tueuse de sang-froid? - Non je ne le suis pas. - Ou êtes-vous une mère frustrée qui s'en est juste pris à sa fille? ». Il continue : « Nous savons déjà ce qui s'est passé ». Après avoir dit « qu'elle ne l'avait pas fait près d'une centaine de fois », selon la journaliste franco-américaine et réalisatrice du documentaire The State of Texas vs. Melissa (L'État du Texas contre Melissa) Sabrina Van Tassel, elle finit par avouer : « Je suppose que je l'ai fait ». Lors du procès, les jurés ne verront que les sept dernières minutes de l'interrogatoire.
Melissa Lucio dit depuis qu'elle avait avoué car elle ne voulait pas qu'un de ses enfants, qui s'occupait alors des autres enfants, soit tenu responsable du drame.

### Procès
Le procès a lieu en 2008. Le procureur Armando Villalobos, chargé du cas de Melissa Lucio, est alors en période de réélection. Selon Sabrina Van Tassel, il est impliqué dans des affaires et doit sauver sa réputation. Il est aujourd'hui emprisonné, après avoir été condamné en 2014 à une peine de 13 ans de prison pour corruption et extorsion,.
Aucun témoin n'est présent pendant le procès puisqu'il n'y a eu aucun témoin de la mort de la petite fille. L'avocat de Melissa Lucio, commis d'office et ayant travaillé pour le procureur après le procès, ne permet pas à ses proches ni à ses enfants de témoigner en sa faveur, alors que ceux-ci disent tous d'elle que c'est une bonne mère. Dans une vidéo d'interrogatoire, un des enfants de Lucio est interrogé par une détective qui lui demande : « As-tu vu ta sœur tomber dans les escaliers, ou est-ce que quelqu'un t'a dit qu'elle était tombée? ». Il répond : « Non, je l'ai vu tomber ». Mais cette vidéo n'est pas montrée aux jurés.
Le procureur allègue que Melissa Lucio a battu sa fille Mariah à mort. Les avocats actuels de Lucio contestent la cause du décès et présentent le témoignage d’un neurochirurgien selon lequel la mort de Mariah pourrait plutôt résulter d’un traumatisme crânien causé par la chute dans l'escalier. Le handicap de la petite fille, pouvant expliquer sa chute n'est également pas pris en compte par les experts, selon la défense. Melissa Lucio est néanmoins reconnue coupable de meurtre et condamnée à mort le 12 août. Elle est depuis emprisonnée en attente de son exécution dans la prison de Mountain View Unit à Gatesville au Texas.
En 2011, un appel de la condamnation, interjeté par ses avocats, est rejeté. En 2019, un groupe de trois juges de la Cour d'appel fédérale des États-Unis annule la sentence originelle au motif que la cour n'a pas permis à Lucio de se défendre correctement. Mais l'État du Texas fait appel de cette décision qui est ensuite elle-même annulée, et Melissa Lucio reste dans le couloir de la mort. En octobre 2021, la Cour suprême des États-Unis refuse d'examiner l'affaire, les nouveaux éléments apportés ne relevant pas d'erreurs de procédure,.

### Couloir de la mort
Pendant quatorze ans, Melissa Lucio maintient son innocence. En 2020, un documentaire réalisé par la Franco-Américaine Sabrina Van Tassel, intitulé State of Texas vs. Melissa, suit le cas de Lucio. Le 24 janvier 2022, Sabrina Van Tassel interpelle le président français Emmanuel Macron afin de lui demander de parler au Gouverneur du Texas pour plaider la cause de Melissa Lucio. Le gouverneur Greg Abbott, républicain et défenseur de la peine capitale, est en effet la seule personne à pouvoir empêcher l'exécution de Melissa Lucio, en lui accordant un délai ou en la graciant, si la commission des grâces et des libérations conditionnelles de l'Etat du Texas le recommande.
Ses enfants, dans une lettre au gouverneur Abbott déclarent : « S'il vous plaît, permettez-nous de nous réconcilier avec la mort de Mariah et de nous souvenir d'elle sans nouvelle douleur, angoisse et chagrin. S'il vous plaît, épargnez la vie de notre mère. ».
Son exécution, annoncée par injection létale et prévue pour le 27 avril 2022 est finalement temporairement annulée par la cour d'appel le lundi 25 avril.

## Soutiens

### Aux États-Unis
80 élus du Texas dont des Républicains, réclament l'annulation de l'exécution de Mélissa Lucio. L'un d'eux, le sénateur Jeff Leach, affirme : « Étant moi-même un républicain conservateur, soutien de longue date de la peine de mort pour les crimes les plus atroces, je n’ai jamais vu un cas plus troublant que celui de Melissa Lucio ». En mars 2022, il qualifie sa condamnation d'erreur judiciaire, lors d'une conférence de presse.
Début mars 2022, un des jurés du procès évoque « ses profonds regrets » de l'avoir condamnée à mort. En tout, cinq anciens jurés du procès de 2008 réclament un nouveau procès pour Melissa Lucio. Ils déclarent que des « preuves de son innocence leur ont été cachées ». Ils s'expriment publiquement et affirment que si on leur avait présenté ces éléments au moment du procès, ils ne l'auraient pas condamnée à mort.
Le 5 avril 2022, elle reçoit le soutien de Kim Kardashian.

### En France
En mars 2022, elle reçoit le soutien de l'ancienne ministre de la justice Christiane Taubira qui réclame l’ouverture d’un procès équitable, indiquant que Mélissa Lucio est manifestement « victime d'une erreur judiciaire ».
Le 14 mars 2022, le porte parole adjoint du ministère français des affaires étrangères appelle à « surseoir à l’exécution » de Mélissa Lucio et déclare que « la France rappelle son opposition constante à la peine de mort, en tous lieux et en toutes circonstances » et qu'« elle reste engagée avec détermination pour l’abolition universelle de ce châtiment injuste, inhumain et inefficace ».
En avril 2022, elle reçoit le soutien de Robert Badinter.